# Ulica Longinusa Podbipięty w Krakowie
Ulica Longinusa Podbipięty – ulica w Krakowie przebiegająca przez dzielnicę XIV Czyżyny i dzielnicę XVIII Nowa Huta.
Rozpoczyna się na skrzyżowaniu z ulicą Sołtysowską. Następnie biegnie w kierunku wschodnim, wzdłuż Wisły i Lasków Łęgowskiego i Mogilskiego, częściowo po wale przeciwpowodziowym, krzyżując się po drodze m.in. z ul. Klasztorną na rondzie. W ciągu ulicy znajduje się most na Dłubni. W przyszłości ulica Podbipięty będzie przebiegać wiaduktem nad wschodnią obowodnicą Krakowa w okolicach spalarni odpadów.
Ulica nosi imię Longinusa Podbipięty, bohatera powieści Henryka Sienkiewicza Ogniem i mieczem.